# В центре Земли
«В центре Земли» — восьмой альбом Григория Лепса. Вышел в ноябре 2006 года. Как и в предыдущих его работах здесь мелодическая линия очень хорошо сочетается с жёстким хардовым звучанием. 16 ноября 2006 года в СК «Олимпийский» состоялся концерт-презентация альбома «В центре Земли. Live». В концерте прозвучали как произведения с нового альбома, так и лучшие композиции из предыдущих альбомов.

## Критика
Алексей Мажаев из агентства InterMedia посчитал, что песня «Замерзает солнце» «своей „готичностью“ напоминающий дорогостоящие клиподелки группы „АнЖ“», и что из-за хард-роковой аранжировки и сопроваждающих её «шансоновых» голосовых партий, данный трек не предназначен для всеобщего прослушивания. Рецензент отметил исполнение песни «Мой сон», в которой Лепс «не „закрикивает“, а подчеркивает». Также Мажаев отметил песню «Небо» — ремейк песни группы Coldplay, посчитав, что «Лепс удержался не более одного куплета — тем не менее использование непривычного мелодического строя после тяжеловесных песен Кобылянского и Мисина пошло Григорию на пользу». Положительно рецензент оценил и лирическое исполнение трека «Боже, как долго», так как, по его мнению, «для этого артиста почти героический поступок». Мажаевым был отмечен и трек Sail Away, группы Deep Purple: «Несложно догадаться, что это удалось ему превосходно» — говорит рецензент.

## Список композиций
1. «Замерзает Солнце» — А.Мисин/К. Кавалерян
2. «Мой сон» — А.Козачук
3. «Небо» — G. Berryman, J. Buckland, W. Champion, C. Martin/К. Кавалерян
4. «В центре Земли» — А.Мисин/Н. Камлюк
5. «На небесах» — Г.Лепс, В.Тевянский/К. Арсенев
6. «Не подарок» — Г.Лепс, В.Тевянский/К. Арсенев
7. «Боже, как долго» — П.Титов/К. Арсенев
8. «Кроссовки» — С.Маркин
9. «Дорога» — А.Мисин/К. Кавалерян
10. «Sail Away» (бонус трек) — Ричи Блэкмор, Дэвид Ковердэйл

### Видеоклипы
- «Замерзает Солнце»

## Интересные факты
- Только к песне «Замерзает Солнце» был снят клип.
- Песня «Боже, как долго» присутствует в репертуаре певца Паскаля, который является автором музыки к песне.
- Стихи к песням «В центре Земли» и «Замерзает Солнце» положены на одну и ту же музыку, правда, в разных аранжировках.

## Музыканты
- Григорий Лепс — вокал
- Денис Катасонов — соло-гитара
- М. Коняев — акустическая гитара
- С. Маркин — акустическая гитара
- Артур Осипов — ударные
- Геннадий Пучков — Клавишные
- Маша Кац — бэк-вокал
- Минигали Давлетбаев — саксофон

## Персонал
- Наталья Григорьева — директор
- Майя Серикова — промоутер
- Богдан Желтобрюх — веб-дизайнер
- Влад Бурыкин — фотограф
- Андрей Батура — дизайнер